# Idioma yonaguni
Yonaguni es un idioma hablado por unas 400 personas en la isla de Yonaguni, al sur de las islas Ryukyu en Japón, justo al este de Taiwán. Es un idioma ryukyuense, relacionado sobre todo con el yaeyama.